# Robert Johnson (skådespelare)
Robert Mauritz Emanuel Johnson, född 26 september 1882 i Maria Magdalena församling i Stockholm, död 10 mars 1947 i Helsingborg, var en svensk skådespelare.
Johnson filmdebuterade 1913 i Victor Sjöströms Ingeborg Holm och han kom att medverka i elva filmer. Han är begravd vid Krematoriet i Helsingborg.

## Filmografi
- 1913 – Ingeborg Holm
- 1925 – Ett köpmanshus i skärgården
- 1926 – Fänrik Ståls sägner-del II
- 1935 – Fredlös
- 1937 – Laila
- 1938 – Milly, Maria och jag
- 1938 – Kloka gubben
- 1941 – Snapphanar
- 1943 – Livet på landet
- 1945 – Sten Stensson kommer till stan
- 1946 – Ebberöds bank

## Teater

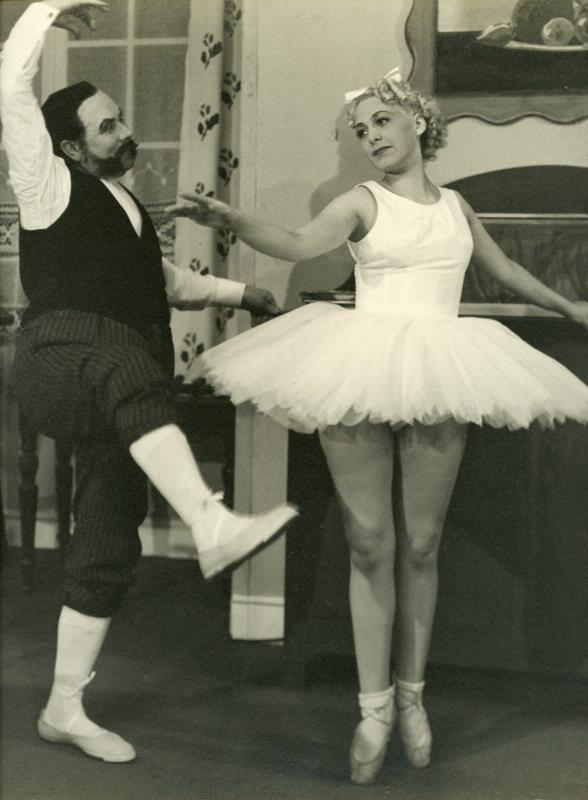
Robert Johnson och Darja Alexandrow i Koppla av på Helsingborgs stadsteater 1939.

### Roller (ej komplett)
| År   | Roll                                            | Produktion                                                                         | Regi                            | Teater                   |
| ---- | ----------------------------------------------- | ---------------------------------------------------------------------------------- | ------------------------------- | ------------------------ |
| 1921 | Tobias Rap                                      | Trettondagsafton eller Vad ni vill William Shakespeare                             | Gustaf Linden                   | Helsingborgs stadsteater |
| 1921 | Corbulon                                        | Duvals skilsmässa Alexandre Bisson och Antony Mars                                 | Olof Sandborg                   | Helsingborgs stadsteater |
| 1921 | Van Dusen                                       | Rena rama sanningen James H. Montgomery                                            | Rudolf Wendbladh                | Helsingborgs stadsteater |
| 1921 | Nils                                            | Min ska du bli! Ernst Fastbom                                                      | Robert Johnson                  | Helsingborgs stadsteater |
| 1921 | Dumont                                          | Hemkomsten Robert de Flers och Francis de Croisset                                 | Rudolf Wendbladh                | Helsingborgs stadsteater |
| 1921 | Anton Johansson                                 | Spanska flugan Franz Arnold och Ernst Bach                                         | Rudolf Wendbladh                | Helsingborgs stadsteater |
| 1922 | Riggs                                           | Flickan i bilen Wilson Collison och Avery Hopwood                                  | Rudolf Wendbladh                | Helsingborgs stadsteater |
| 1922 | Major Petkoff                                   | Hjältar George Bernard Shaw                                                        | Rudolf Wendbladh                | Helsingborgs stadsteater |
| 1922 | Arnold Champion-Cheney                          | Cirkeln W. Somerset Maugham                                                        | Mathias Taube                   | Helsingborgs stadsteater |
| 1922 | Doktor Mourier                                  | Min far hade rätt! Sacha Guitry                                                    | Rudolf Wendbladh                | Helsingborgs stadsteater |
| 1922 | Karl Tonning                                    | När det unga vinet blommar Bjørnstjerne Bjørnson                                   | Ragnar Hyltén-Cavallius         | Helsingborgs stadsteater |
| 1922 | Per                                             | Äventyr på fotvandringen Jens Christian Hostrup                                    | Ragnar Hyltén-Cavallius         | Helsingborgs stadsteater |
| 1922 | En bredvidstående                               | Pygmalion George Bernard Shaw                                                      | Ragnar Hyltén-Cavallius         | Helsingborgs stadsteater |
| 1922 | Chalmier Lafosse                                | Hotellråttan Paul Armont och Marcel Gerbidon                                       | Rudolf Wendbladh                | Helsingborgs stadsteater |
| 1922 | Hans Weiring                                    | Älskog Arthur Schnitzler                                                           | Ragnar Hyltén-Cavallius         | Helsingborgs stadsteater |
| 1922 | Ringenson                                       | Gurli Henrik Christiernsson                                                        | Ragnar Hyltén-Cavallius         | Helsingborgs stadsteater |
| 1923 | Ulrik Melander                                  | Hattmakarens bal Hjalmar Peters                                                    | Ragnar Hyltén-Cavallius         | Helsingborgs stadsteater |
| 1923 | Pedro                                           | Socorros inackorderingar Miguel Ramos Carrión och Vital Aza                        | Ragnar Hyltén-Cavallius         | Helsingborgs stadsteater |
| 1923 | Kellermann                                      | Gamla Heidelberg Wilhelm Meyer-Förster                                             | Ragnar Hyltén-Cavallius         | Helsingborgs stadsteater |
| 1923 | Anton Johansson                                 | Spanska flugan Franz Arnold och Ernst Bach                                         | Rudolf Wendbladh                | Helsingborgs stadsteater |
| 1923 | En polis                                        | Storkens vikarie Margaret Mayo                                                     |                                 | Helsingborgs stadsteater |
| 1923 | Otto Wassner                                    | Moral Ludwig Thoma                                                                 | Torsten Hammarén                | Helsingborgs stadsteater |
| 1923 | Jonas Ek i Ekbacken                             | Fjärde budet Sigurd Wallén                                                         | Albin Lindahl                   | Helsingborgs stadsteater |
| 1923 | Författaren                                     | Komedien Nini Roll Anker                                                           | Gerda Lundequist-Dalström       | Helsingborgs stadsteater |
| 1923 | Johan Blad                                      | Signade tider Algot Sandberg                                                       | Albin Lindahl                   | Helsingborgs stadsteater |
| 1923 | Celius                                          | Det lyckliga valet Nils Kjær                                                       | Torsten Hammarén                | Helsingborgs stadsteater |
| 1924 | Styrmannen                                      | Din nästas fästmö Adelaide Matthews och Anne Nichols                               | Torsten Hammarén                | Helsingborgs stadsteater |
| 1924 | Le Huchard-Berdot                               | Hjärter är trumf Felix Gandera                                                     | Torsten Hammarén                | Helsingborgs stadsteater |
| 1924 | Rude                                            | Disciplin Einar Fröberg                                                            | Torsten Hammarén                | Helsingborgs stadsteater |
| 1924 | Eusebio                                         | Åtrå Jacinto Benavente                                                             | Gerda Lundequist-Dalström       | Helsingborgs stadsteater |
| 1924 | Rektorn                                         | Försvarsadvokaten Ferenc Molnár                                                    | Torsten Hammarén                | Helsingborgs stadsteater |
| 1924 | Privatdetektiven                                | Hans rätta hustru Jacques Bousquet och Henri Falk                                  | Hjalmar Peters                  | Helsingborgs stadsteater |
| 1924 | Lorgeac                                         | Främlingen Paul Armont och Louis Verneuil                                          | Hjalmar Peters                  | Helsingborgs stadsteater |
| 1924 | Johannes                                        | Salome Oscar Wilde                                                                 | Torsten Hammarén                | Helsingborgs stadsteater |
| 1924 | Anders                                          | Värmlänningarna Fredrik August Dahlgren och Andreas Randel                         | Hjalmar Peters                  | Helsingborgs stadsteater |
| 1925 | Tränaren                                        | Dagens hjälte Carlo Keil-Möller                                                    | Torsten Hammarén                | Helsingborgs stadsteater |
| 1925 | Körföraren                                      | Antigone Sofokles                                                                  | Gerda Lundequist-Dalström       | Helsingborgs stadsteater |
| 1925 | Förvaltaren                                     | Thora van Deken Henrik Pontoppidan och Hjalmar Bergstrøm                           | Gerda Lundequist-Dalström       | Helsingborgs stadsteater |
| 1925 | Grosshandlare Ludwig                            | Kära släkten Gustav Esmann                                                         | Gerda Lundequist-Dalström       | Helsingborgs stadsteater |
| 1925 | Patron Jepson                                   | Lite ljuga... Sven Åkerberg                                                        | Helge Wahlgren                  | Helsingborgs stadsteater |
| 1925 | Doktorn                                         | Kameliadamen Alexandre Dumas den yngre                                             | Helge Wahlgren                  | Helsingborgs stadsteater |
| 1925 | Den blinde                                      | Löftet Tomasino Scotti                                                             | Gerda Lundequist-Dalström       | Helsingborgs stadsteater |
| 1925 | Bergström                                       | En aftonstund på "Tre Liljor" Knut Michaelson                                      |                                 | Helsingborgs stadsteater |
| 1925 | Didrik                                          | Ljungby horn Edgar Collin, Vilhelm Østergaard, och Alfred Ipsen                    | Helge Wahlgren                  | Helsingborgs stadsteater |
| 1926 | Kyrkoherden                                     | Stora barndopet Oskar Braaten                                                      | Helge Wahlgren                  | Helsingborgs stadsteater |
| 1926 | Svarvaren                                       | Liliom Ferenc Molnár                                                               | Torsten Hammarén                | Helsingborgs stadsteater |
| 1926 | Generalen                                       | Nationalmonumentet Tor Hedberg                                                     | Helge Wahlgren                  | Helsingborgs stadsteater |
| 1926 | Doublon                                         | Sam Jackson i Paris Maurice Hennequin och Henry de Gorsse                          | Albert Nycop                    | Helsingborgs stadsteater |
| 1926 | Hertig La Trémouille                            | Sankta Johanna George Bernard Shaw                                                 | Gösta Cederlund                 | Helsingborgs stadsteater |
| 1926 | Alexander Verall                                | Eliza stannar Henry V. Esmond                                                      | Gösta Cederlund                 | Helsingborgs stadsteater |
| 1926 | Crapart                                         | Spelet om kärleken och döden Romain Rolland                                        | Albert Nycop                    | Helsingborgs stadsteater |
| 1926 | Trollet                                         | Julnatten i barnkammaren Carlo Keil-Möller                                         | Carlo Keil-Möller               | Helsingborgs stadsteater |
| 1927 | Alick Wylie                                     | Vad varje kvinna vet J.M. Barrie                                                   | Elsa Carlsson                   | Helsingborgs stadsteater |
| 1927 | Lord St. Erth                                   | Vi och de våra John Galsworthy                                                     | Gösta Cederlund                 | Helsingborgs stadsteater |
| 1927 | Gustav Vasa                                     | Gustav Vasa August Strindberg                                                      | Gösta Cederlund                 | Helsingborgs stadsteater |
| 1927 | Johan Holm                                      | Kristina August Strindberg                                                         | Gösta Cederlund                 | Helsingborgs stadsteater |
| 1927 | Rasper                                          | En bättre herre Walter Hasenclever                                                 | Gösta Cederlund                 | Helsingborgs stadsteater |
| 1927 | Nagel                                           | Simson och Delila Sven Lange                                                       | John Westin                     | Helsingborgs stadsteater |
| 1927 | Per                                             | Halta Lena och vindögda Per Ernst Fastbom                                          | Albert Nycop                    | Helsingborgs stadsteater |
| 1927 | Bullock                                         | Bättre folk Avery Hopwood och David Gray                                           | Gösta Cederlund                 | Helsingborgs stadsteater |
| 1928 | Örnulf                                          | Kämparna på Helgeland Henrik Ibsen                                                 | Albert Nycop                    | Helsingborgs stadsteater |
| 1929 | Morton                                          | Vi ä' alla lika Frederick Lonsdale                                                 | Rudolf Wendbladh                | Helsingborgs stadsteater |
| 1929 | Francisco                                       | Don Gil av gröna byxor Tirso de Molina                                             | Rudolf Wendbladh                | Helsingborgs stadsteater |
| 1929 | Barborka                                        | Periferi František Langer                                                          | Rudolf Wendbladh                | Helsingborgs stadsteater |
| 1929 | Fanjunkaren                                     | Resans slut Robert Cedric Sheriff                                                  | Rudolf Wendbladh                | Helsingborgs stadsteater |
| 1929 | Wädersten                                       | Herr Dardanell och hans upptåg på landet August Blanche                            | Rudolf Wendbladh                | Helsingborgs stadsteater |
| 1930 | Anföraren för sbirrerna                         | Volpone Ben Jonson                                                                 | Rudolf Wendbladh                | Helsingborgs stadsteater |
| 1930 | Muche                                           | Topaze Marcel Pagnol                                                               | Albert Nycop                    | Helsingborgs stadsteater |
| 1930 | Boanerges                                       | Karusellen George Bernard Shaw                                                     | Rudolf Wendbladh                | Helsingborgs stadsteater |
| 1930 | Andersson                                       | Kontraband Oscar Rydqvist                                                          | Albert Nycop                    | Helsingborgs stadsteater |
| 1931 | Domprosten                                      | Markurells i Wadköping Hjalmar Bergman                                             | Albert Nycop                    | Helsingborgs stadsteater |
| 1931 | Amédée                                          | "Succes!" Édouard Bourdet                                                          | Rudolf Wendbladh                | Helsingborgs stadsteater |
| 1931 | C. G. Ekman                                     | Sensation Erik Lindorm                                                             | Rudolf Wendbladh                | Helsingborgs stadsteater |
| 1931 | Maskinmästaren                                  | Thalias barn Tor Hedberg                                                           | Rudolf Wendbladh                | Helsingborgs stadsteater |
| 1931 | Escartefigue                                    | Marius Marcel Pagnol                                                               | Rudolf Wendbladh                | Helsingborgs stadsteater |
| 1931 | Francis Walsingham                              | Elisabet av England Ferdinand Bruckner                                             | Rudolf Wendbladh                | Helsingborgs stadsteater |
| 1931 | Jonson                                          | Hans nåds testamente Hjalmar Bergman                                               | Rudolf Wendbladh                | Helsingborgs stadsteater |
| 1932 | Blau                                            | Till polisens förfogande Max Alsberg och Otto Ernst Hesse                          | Albert Nycop                    | Helsingborgs stadsteater |
| 1932 | Stadstrumslagaren                               | Knock eller Läkarkonstens triumf Jules Romains                                     | Rudolf Wendbladh                | Helsingborgs stadsteater |
| 1932 | Bulle Pistole                                   | Svindlare Louis Verneuil                                                           | Rudolf Wendbladh                | Helsingborgs stadsteater |
| 1932 | Borgmästare, Gävle stad Vaktbefälhavaren Gallas | Vi Ludvig Nordström                                                                | Rudolf Wendbladh                | Helsingborgs stadsteater |
| 1932 | Frieland                                        | Du och jag Ralph Benatzky och Hans Müller-Einigen                                  | Rudolf Wendbladh                | Helsingborgs stadsteater |
| 1933 | Kung Petter den 75                              | Kalle Karlssons knepigheter Oscar Rydqvist                                         | Rudolf Wendbladh                | Helsingborgs stadsteater |
| 1933 | Winter                                          | Före solnedgången Gerhart Hauptmann                                                | Rudolf Wendbladh                | Helsingborgs stadsteater |
| 1933 | Kalfaktorn                                      | Fadren August Strindberg                                                           | Rudolf Wendbladh                | Helsingborgs stadsteater |
| 1933 | Larkin                                          | Ungkarlspappan Edward Childs Carpenter                                             | Albert Nycop                    | Helsingborgs stadsteater |
| 1933 | En annan skeppare                               | Trettondagsafton William Shakespeare                                               | Rudolf Wendbladh                | Helsingborgs stadsteater |
| 1933 | Mr. Bolton                                      | Hennes stora chance Christine Jope-Slade och Sewell Stokes                         | Albert Nycop                    | Helsingborgs stadsteater |
| 1933 | Kyrkvaktaren Confessorn                         | Mäster Olof August Strindberg                                                      | Rudolf Wendbladh                | Helsingborgs stadsteater |
| 1933 | Sedlacek                                        | Karl den store, högerytter László Bús-Fekete                                       | Rudolf Wendbladh                | Helsingborgs stadsteater |
| 1933 | Tjänstemannen Strobl                            | Den lilla butiken László Bús-Fekete                                                | Albert Nycop                    | Helsingborgs stadsteater |
| 1934 | Berggren Fångkonstapel                          | Ett brott Sigfrid Siwertz                                                          | Rudolf Wendbladh                | Helsingborgs stadsteater |
| 1934 | Higgins                                         | Syndafloden Henning Berger                                                         | Rudolf Wendbladh                | Helsingborgs stadsteater |
| 1934 | Patron                                          | Gamla herrgården Oscar Wennersten                                                  |                                 | Fredriksdalsteatern      |
| 1934 | Nämndemannen i Hult                             | Värmlänningarna Fredrik August Dahlgren och Andreas Randel                         |                                 | Fredriksdalsteatern      |
| 1934 | Montano                                         | Othello William Shakespeare                                                        | Rudolf Wendbladh                | Helsingborgs stadsteater |
| 1934 | Didrik                                          | Ljungby Horn Edgar Collin, Vilhelm Østergaard, och Alfred Ipsen                    | Albert Nycop                    | Helsingborgs stadsteater |
| 1935 | Pfisterer                                       | Gatumusikanter Paul Schurek och Hanns Sassmann                                     | Rudolf Wendbladh                | Helsingborgs stadsteater |
| 1935 | Morris                                          | Villa Guldregn J.B. Priestley                                                      | Rudolf Wendbladh                | Helsingborgs stadsteater |
| 1935 | Inspektorn                                      | Livet på landet Fritz Reuter                                                       |                                 | Fredriksdalsteatern      |
| 1935 |                                                 | Timmerflottare Teuvo Pakkala                                                       |                                 | Fredriksdalsteatern      |
| 1935 | Hollman                                         | Plats för de unga Paul Vulpius                                                     | Albert Nycop                    | Helsingborgs stadsteater |
| 1935 | Thomas Humphries                                | På grund George Bernard Shaw                                                       | Rudolf Wendbladh                | Helsingborgs stadsteater |
| 1935 | Ferapont                                        | Tre systrar Anton Tjechov                                                          | Rudolf Wendbladh                | Helsingborgs stadsteater |
| 1935 | Fabrikör Åvik                                   | Kvartetten som sprängdes Birger Sjöberg                                            | Albert Nycop                    | Helsingborgs stadsteater |
| 1936 | Lindkvist                                       | Påsk August Strindberg                                                             | Albert Nycop                    | Helsingborgs stadsteater |
| 1936 | Kalas                                           | Ryttarpatrullen František Langer                                                   | Rudolf Wendbladh                | Helsingborgs stadsteater |
| 1936 | Rådman                                          | Fridas visor eller Oscars fyra bekymmer eller En vecka i Lilla Paris Gösta Sjöberg | Albert Nycop                    | Helsingborgs stadsteater |
| 1937 | Mandl                                           | Världens lyckligaste människa Miklós László                                        | Yngve Nordwall                  | Helsingborgs stadsteater |
| 1937 | Red Eagan                                       | Hans högvördighet ordnar allt Frederick J. Jackson                                 | Yngve Nordwall                  | Helsingborgs stadsteater |
| 1937 | Patient                                         | Lavinen Karel Čapek                                                                | Rudolf Wendbladh                | Helsingborgs stadsteater |
| 1937 | Karl Gross                                      | Sabinskornas bortrövande Franz och Paul von Schönthan                              | Albert Nycop                    | Helsingborgs stadsteater |
| 1938 | Arvid Horn                                      | Carl XII August Strindberg                                                         | Rudolf Wendbladh                | Helsingborgs stadsteater |
| 1938 | Ivan Lagerberg                                  | Trions bröllop Sigfrid Siwertz                                                     | Yngve Nordwall                  | Helsingborgs stadsteater |
| 1938 | Dr. Percy Gooch                                 | Min fru från Paris Jacques Deval                                                   | Albert Nycop                    | Helsingborgs stadsteater |
| 1939 | Melchior                                        | N:o 72 František Langer                                                            | Rudolf Wendbladh                | Helsingborgs stadsteater |
| 1939 | Henry Ormonroyd                                 | I nöd och lust J.B. Priestley                                                      | Rudolf Wendbladh                | Helsingborgs stadsteater |
| 1939 | Leandro                                         | Kärleken gör under Lope de Vega                                                    | Rudolf Wendbladh                | Helsingborgs stadsteater |
| 1939 | Boris Kolenkhov                                 | Koppla av! Moss Hart och George S. Kaufman                                         | Rudolf Wendbladh                | Helsingborgs stadsteater |
| 1940 |                                                 | Kungen och trolltuppen Ingo Frölich                                                | Rudolf Wendbladh                | Helsingborgs stadsteater |
| 1940 | Futvoye                                         | Min hustru — Dr. Carson St. John Ervine                                            | Rudolf Wendbladh                | Helsingborgs stadsteater |
| 1940 | Lennie                                          | Möss och människor John Steinbeck                                                  | Rudolf Wendbladh                | Helsingborgs stadsteater |
| 1940 | Jonsson, före detta betjänt                     | Hans nåds testamente Hjalmar Bergman                                               |                                 | Fredriksdalsteatern      |
| 1940 | Denham                                          | Vibrationer Charles Morgan                                                         | Rudolf Wendbladh                | Helsingborgs stadsteater |
| 1940 | Adolf Bengtsson                                 | De knutna händerna Vilhelm Moberg                                                  | Rudolf Wendbladh                | Helsingborgs stadsteater |
| 1941 | Tokio                                           | Lyckans gullgosse Clifford Odets                                                   | Rudolf Wendbladh                | Helsingborgs stadsteater |
| 1941 | Pastor Samuel Gardner                           | Mrs Warrens yrke George Bernard Shaw                                               | Albert Nycop                    | Helsingborgs stadsteater |
| 1941 | Johan Holm                                      | Christina August Strindberg                                                        | Rudolf Wendbladh                | Helsingborgs stadsteater |
| 1941 | Bödeln                                          | Aladdin Adam Oehlenschläger                                                        | Herman Ahlsell Rudolf Wendbladh | Helsingborgs stadsteater |
| 1941 | En gendarm                                      | Kungl. Logen Karl Farkas och Hans Lang                                             | Rudolf Wendbladh                | Helsingborgs stadsteater |
| 1942 | Budet                                           | Mikaels dag Harry Blomberg                                                         | Rudolf Wendbladh                | Helsingborgs stadsteater |
| 1942 | Jon Stånge, ålderman i byn                      | Rid i natt! Vilhelm Moberg                                                         | Rudolf Wendbladh                | Helsingborgs stadsteater |
| 1944 | Krupp                                           | Livet är ju härligt William Saroyan                                                | Per Knutzon                     | Helsingborgs stadsteater |
| 1944 |                                                 | En midsommarnattsdröm William Shakespeare                                          | Sandro Malmquist                | Malmö stadsteater        |
| 1944 |                                                 | Jorden runt på 80 dagar Jules Verne                                                | Alf Henrikson                   | Malmö stadsteater        |
| 1945 | d`Artagnan, musketör                            | Cyrano de Bergerac Edmond Rostand                                                  | Sandro Malmquist                | Malmö Stadsteater        |
| 1946 |                                                 | Sankta Johanna George Bernard Shaw                                                 | Sandro Malmquist                | Malmö Stadsteater        |
| 1946 |                                                 | Tolvskillingsoperan Bertolt Brecht och Kurt Weill                                  | Sandro Malmquist                | Malmö stadsteater        |

### Regi
| År   | Produktion      | Upphovsmän    | Teater                   |
| ---- | --------------- | ------------- | ------------------------ |
| 1921 | Min ska du bli! | Ernst Fastbom | Helsingborgs stadsteater |